# Archidamos III.
Archidamos III. nebo Archidámos III. (starořecky Αρχίδαμος) byl králem Sparty královské linie rodu Eurypontovců. Vládl od roku 360 před Kr. Do roku 338 před Kr. Jeho spolukrálem z rodu Agiovců byl Kleomenes II. Byl aktérem pohnutého období dějin Sparty a na její politickém dění se aktivně podílel už i za vlády svého otce Agésilaa II. Jako velitel vojsk v mnoha bitvách.
Bitva Sparty s Thébami při Leuktre v roce 371 před Kr. Patří mezi nejvýznamnější v řeckých dějinách. Théby v této bitvě utržili Spartě totální porážku a dostali se na vrchol své slávy jako vedoucí mocnost v Řecku. Od Sparty se následně utrhla většina spojeneckých a podmaněných míst. Peloponéský spolek se rozpadl a proti Spartě povstali Messénčania a Arkádčania, kterým v roce 370 před Kr. Přišlo na pomoc vojsko o počtu 70 000 mužů z celé Boiótie a osvobodilo jejich. Ztrátu Messénie nesli Sparťané velmi těžce, neboť práce messénskych heilótů byla hlavním zdrojem jejich hospodářství.
Sparta se ale s tímto stavem nesmířila. Král Agésilaos II. se svým synem Archidamom se následně snažili opět vydobýt ztracené území Sparty a její bývalé politické postavení.
V roce 365 před Kr. požádali Eliďania napadeni Arkádii o pomoc Spartu. Po společném jednání se staly spojenci Sparty a spartské vojsko vedené Archidamem zaútočilo na Arkádiu a zmocnilo se města Krómnos. V dalších bojích se už však Archidamovi nedařilo. Po krvavé bitvě, v níž byl vážně zraněn (měl probodnuté stehno) a mezi mrtvými ležel výkvět jeho armády byl nakonec donucen své územní pozice v Arkádii opustit. O dva roky později se Sparta, Atény a ostatní Peloponézania spojili proti Thébám z obavy z její rostoucí moci. Početná převaha byla na straně Sparty, ale Tébanom velel velmi schopný stratég Epameinóndás, který se prosadil již v bitva u leukter. Obě armády se setkali při Mantineii a následná neobyčejně tvrdá bitva skončila nerozhodně. Epameinóndas smrtelně zraněn ještě přikázal uzavřít mír a tím se definitivně rozbily základy thébské hegemonie. (Archidamos se před touto bitvou vyznamenal při obraně Sparty.)
Už jako král Sparty podpořil Archidamos Fókov v tzv. třetí svaté válce, která začala v roce 356 před Kr. Příčinou tohoto konfliktu bylo udělení vysoké finanční pokuty delfskou amfiktyóniou (kde měli hlavní slovo Tébania) Fókom za jejich údajnou spolupráci s Peršany ještě v řecko-perské válce. Rozhořčeni Fókovia se rozhodli proto chopit zbraní a postavit se Tébanom a jejich spojencům. Vůdcem Fókov se stal Filomelos, který přesvědčil v osobním rozhovoru spartského krále Archidama pro spojenectví. Z peněžité pomoci Sparty postavil pak Filomelos vojsko, obsadil Delfy a vyloupil jejich. Z ukradeného zlata razil mince, kterými platil žoldnéřům o počtu 10 000 mužů. Po počátečních vojenských úspěších ho štěstěna opustila v roce 354 před Kr., Když ho Tébania porazili a po této bitvě spáchal sebevraždu. Po smrti Filomela se vůdcem Fókov stal jeho bratr Onomarchos, který se ukázal jako výborný stratég a obsadil značnou část středního Řecka. Když se však na straně Théb do boje zapojila i Makedonie prohrál v roce 346 před Kr. Rozhodující bitvu v Pagasajskom zálivu. Onomarchos při pokusu o útěk zahynul ve vlnách moře a jeho mrtvé tělo dal makedonský král Filip II. Přibít na kříž, jako za trest pro svatokrádež. Sparta byla po vítězství Makedonců nucena uzavřít s Thébami dohodu o příměří a Makedonie si vítězstvím v této válce začala razit cestu k vedoucímu postavení v Řecku.
Ještě v témže roce odešel Archidamos na Krétu pomoci městu Lyttos v jejich boji proti Knóssu, kterému velel bývalý velitel vojsk Fókov Falaikos. Archidamos přišel s vojskem ještě včas a zachránil Lyttos. Falaikos proto obrátil svou pozornost na Kydonia, kde později v boji zahynul.
V roce 338 před Kr. Požádal Tarent Sparťanů (svou mateřskou zem) o pomoc v konfliktu s Apúlčanmi a Lukánčanmi. Tarent (Taras) byl silný řecký stát na jihu Apeninského poloostrova, který se zapojoval do častých válek se svými sousedy. Archidamos se Tarentu rozhodl pomoci a to se mu stalo osudným. Smrt si ho našla v boji pod hradbami města Mandura. Mrtvé tělo krále Archidama Sparťanům nepřítel odmítl vydat na důstojné pohřbení. Sparťané mu proto postavili sochu a umístili ji v Olympii, kde ji ještě v druhém století viděl Pausanias.